# Spomenica domovinskog rata
Spomenica domovinskog rata je odlikovanje Republike Hrvatske koje zauzima sedamnaesto mjesto u važnosnom slijedu hrvatskih odlikovanja. Dodjeljuje se hrvatskim i stranim državljanima za sudjelovanje u Domovinskom ratu kao dragovoljci, borci Hrvatske vojske ili na drugi djelatni način. Sastoji se od znaka Spomenice na vrpci trokutastog oblika, male oznake Spomenice i umanjenice Spomenice. Ustanovljena je 10. ožujka 1995. godine.